# Náboženství ve Francii
Náboženství ve Francii (září 2019)
Náboženské vyznání francouzského obyvatelstva je zhruba takovéto: římskokatolická církev 83 % - 88 %, islám 5 % - 10 %, protestantství 2 %, judaismus 1 %.

## Historický vývoj
Ve srovnání s ostatními zeměmi Západní Evropy jsou muslimové zastoupeni ve Francii nejvíce; v zemi stojí přes 1500 mešit, ve srovnání s 40 000 kostely, mnohými starými celá staletí. První z dnes četných muslimských svatostánků byl otevřen v roce 1922; další přibyly hlavně v 2. polovině 20. století. Tehdy, po druhé světové válce, byly třeba čerstvé pracovní síly do boji poškozené Francie, a tak byla zahájena velkorysá imigrační politika. Noví přistěhovalci byli právě muslimové z bývalých francouzských kolonií, hlavně ze Severní Afriky. Ti se tak v průběhu desítek let začali postupně po tisících ve Francii usazovat.

## Křesťanství
Hlavními křesťanskými proudy ve Francii jsou protestantství a katolictví.

### Katolická církev ve Francii
Ve Francii existuje odhadem 45 milionů pokřtěních katolíků (77 % populace), v 98 diecézích, kterým slouží 23000 kněží. Avšak podle průzkumu veřejného mínění z roku 2003 jsou počty věřících a pokřtěných katolíků mnohem nižší.

## Islám

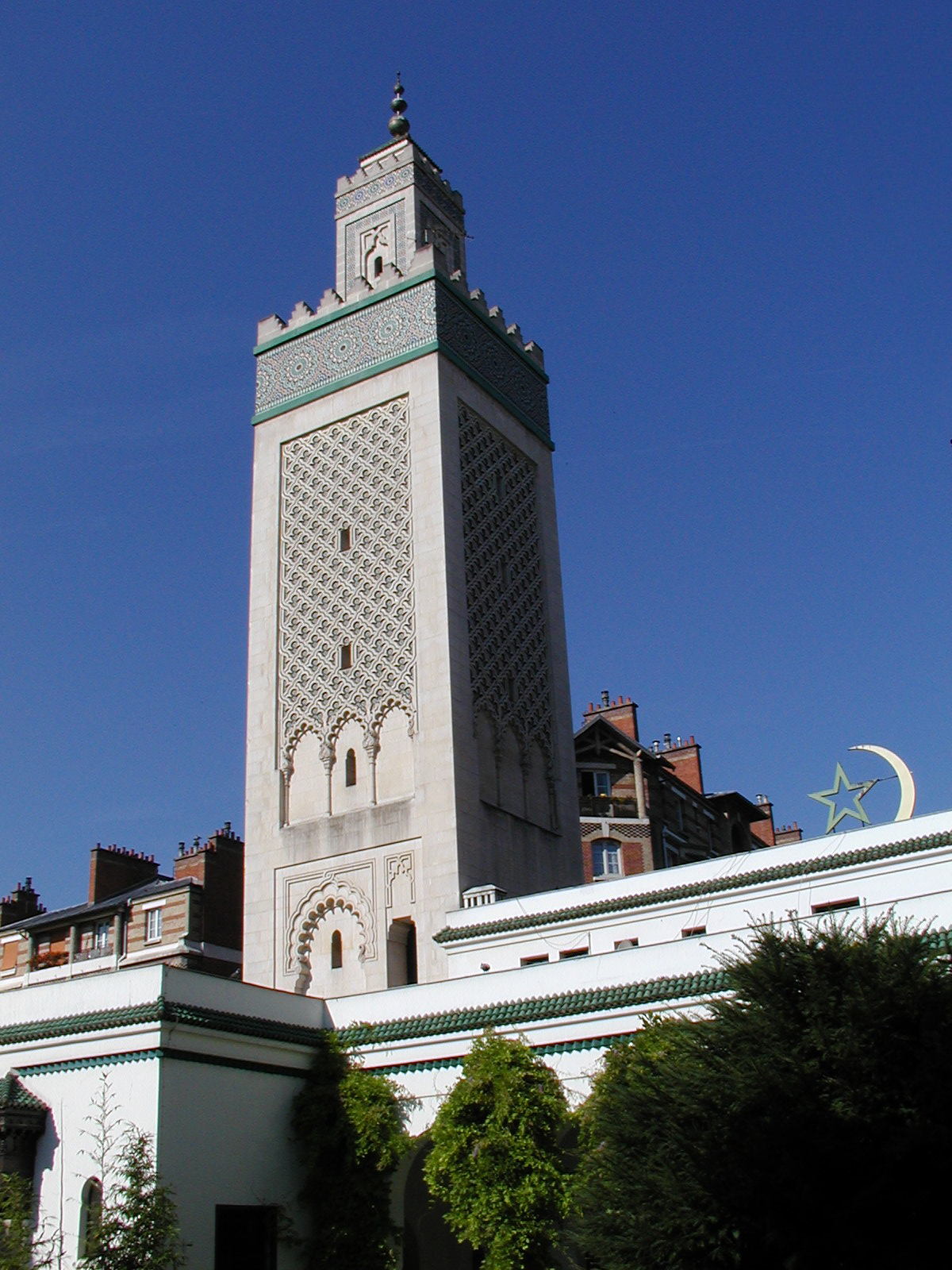
Velká mešita v Paříži byla otevřena v roce 1926

Islám je ve Francii po římskokatolickém křesťanství druhým nejrozšířenějším náboženstvím v zemi. Vyznává jej okolo 3 až 10 % obyvatel země, převážně přistěhovalců z bývalých kolonií Francie (hlavně ze Severní Afriky), kde je islám dominantním náboženstvím. Přesné statistiky se různí, protože ve Francii má stát zákonem zakázáno dotazovat se na vyznání či etnický původ, a nelze tak zjišťovat tyto údaje pomocí sčítání lidu.